# Ивета Бенешова
Ивета Бенешова (чеш. Iveta Benešová; рођена 1. фебруара 1983) је професионална чешка тенисерка, која тренутно заузима 38. место на ВТА листи у појединачној и 34. место у конкуренцији парова. Појединачно је освојила један турнир у каријери, а у паровима њих четири. Једна је од ретких играчица међу професионалним тенисеркама која игра левом руком. У каријери је однела победе над тенисеркама као што су Флавија Пенета, Сања Мирза, Мери Пирс, Шахар Пер, Никол Вајдишова и Ана Чакветадзе.

## Каријера

### 2002—2008.
Ивета Бенешова је професионалац постала 1998. године. Своје прво ВТА финале достигла је 2002. у Братислави и тада је изгубила од Маје Матевжич. Своју прву професионалну титулу освојила је две године касније. У финалу турнира у Акапулку је резултатом 7–6, 6–4 поразила Италијанку Флавију Пенету. Први професионални турнир у конкуренцији парова освојила је 2005. у Паризу, када су она и Квета Пешке у финалу победиле Динару Сафину и Анабел Медину Гаригес 6–2, 2–6, 6–2.
На Отвореном првенству Аустралије 2005. је Бенешова, по први пут у каријери, достигла треће коло једног гренд слем турнира. У другом колу је однела победу над петим носиоцем Мери Пирс, 6–3, 7–5. У следећем колу убедљивим резултатом 6–4, 6–1 ју је савладала бишва прва тенисерка света Мартина Хингис.
Свој тада најбољи резултат на гренд слем такмичењима поново је остварила на Отвореном првенству Француске 2008, на ком је наступила као играчица из квалификација. У првом колу је нанела пораз шеснаестом носиоцу, Чехињи Никол Вајдишовој 7–6(2), 6–1, а у трећем колу ју је поразила Петра Цетковска, такође Чехиња, резултатом 6–3, 6–3.

### 2009.
Бенешова је сезону почела на Бризбејн Интернашоналу, где ју је у првом колу поразила квалификант Сесил Каратанчева резултатом 1–6, 6–4, 6–2. Недељу дана касније изгубила је у финалу турнира Мурила Хобарт интернашонал од стране Чехиње Петре Квитове. На Отвореном првенству Аустралије, Бенешову је у другом колу поразила четврти носилац Јелена Дементјева резултатом 6–4, 6–1. Одмах након турнира у Аустралији, Бенешова је наступила за Фед куп репрезентацију Чешке Републике против Шпаније у првом колу светске групе. И поред тога што је Бенешова изгубила свој меч против Нурије Љагостере Вивес 1–6, 6–1, 6–4, чешки тим се пласирао у полуфинале резултатом 4–1.
Одмах потом, Бенешова је изгубила у првом колу турнира у Паризу од прве тенисерке света Серене Вилијамс 6–1, 6–4. На свом следећем турниру у Акапулку је достигла полуфинале, у којем ју је поразила Флавија Пенета резултатом 6–3, 6–3. 6. априла 2009. Бенешова је достигла своју највишу позицију на ВТА листи у појединачној конкуренцији, 25. место. На турниру у Монтереју је постављена за шестог носиоца и достигла је полуфинале, у којем ју је победила На Ли резултатом 6–3, 6–3.
На два наредна гренд слем турнира, Бенешова је оба пута губила од Српкиња, оба пута у другом колу. На Отвореном првенству Француске ју је поразила бранилац титуле Ана Ивановић, а на Вимблдону Јелена Јанковић. На Отвореном првенству Америке изгубила је у првом колу од домаће играчице Бетани Матек Сандс.

## Приватни живот
Ивета Бенешова рођена је 1. фебруара 1983. у Мосту (некада Чехословачка, данас Чешка Република) као кћер Владимира и Ирене Бенешове. Има сестру која се, као и њихова мајка, зове Ирена. Тенис је почела да игра са седам година, а нико се раније у њеној породици није бавио овим спортом.

## Статистике у каријери

### ВТА финала појединачно (7)
| Легенда: До 2009.   | Легенда: Од 2009.     |
| ------------------- | --------------------- |
| Гренд слем (0/0)    |                       |
| ВТА првенство (0/0) |                       |
| Тијер I (0/0)       | Главни Премијер (0/0) |
| Tier II (0/0)       | Премијер 5 (0/0)      |
| Тијер III (1/0)     | Премијер (0/0)        |
| Тијер IV и V (0/5)  | Интернашонал (0/1)    |

| Исход  | #  | Датум    | Турнир      | Подлога | Противница       | Резултат    |
| Пораз  | 1. | 20-10-02 | Братислава  | Тепих   | Маја Матевжич    | 0–6, 1–6    |
| Победа | 1. | 07-03-04 | Акапулко    | Шљака   | Флавија Пенета   | 7–6(5), 6–4 |
| Пораз  | 2. | 19-04-04 | Ешторил     | Шљака   | Емили Луа        | 5–7, 6(1)–7 |
| Пораз  | 3. | 29-08-04 | Форист Хилс | Тврда   | Јелена Лиховцева | 2–6, 2–6    |
| Пораз  | 4. | 14-01-06 | Хобарт      | Тврда   | Михаела Крајичек | 2–6, 1–6    |
| Пораз  | 5. | 18-04-08 | Ешторил     | Шљака   | Марија Кириленко | 4–6, 2–6    |
| Пораз  | 6. | 15-01-09 | Хобарт      | Тврда   | Петра Квитова    | 4–6, 2–6    |

### ВТА титуле у паровима (6)
| Легенда: До 2009.   | Легенда: Од 2009.     |
| ------------------- | --------------------- |
| Гренд слем (0/0)    |                       |
| ВТА првенство (0/0) |                       |
| Тијер I (0/1)       | Главни Премијер (0/0) |
| Tier II (1/0)       | Премијер 5 (0/1)      |
| Тијер III (3/1)     | Премијер (2/2)        |
| Тијер IV и V (1/1)  | Интернашонал (0/1)    |

| Исход  | #  | Датум       | Турнир     | Подлога | Партнерка                  | Противнице                          | Резултат         |
| Победа | 1. | 13-02-05    | Париз      | Тепих   | Петра Квитова              | Анабел Медина Гаригес Динара Сафина | 6–2, 2–6, 6–2    |
| Победа | 2. | 20-09-07    | Луксембург | Тврда   | Јанета Хусарова            | Викторија Азаренка Шахар Пер        | 6–4, 6–2         |
| Победа | 3. | 23-02-08    | Богота     | Шљака   | Бетани Матек               | Јелена Костанић Тошић Мартина Милер | 6–3, 6–3         |
| Победа | 4. | 03-08-08    | Стокхолм   | Тврда   | Барбора Захлавова-Стрицова | Петра Цетковска Луција Шафарова     | 7–5, 6–4         |
| Победа | 5. | 25-10-09    | Луксембург | Тврда   | Барбора Захлавова-Штрицова | Рената Ворачова Владимира Ухлиржова | 6–1, 0–6, [10–7] |
| Победа | 6. | 14.01.2011. | Сиднеј     | Тврда   | Барбора Захлавова-Штрицова | Квета Пешке Катарина Среботник      | 4-6, 6-4, 10-7   |